# Oxyacanthus subbrevispinus
Oxyacanthus subbrevispinus is een vlokreeftensoort uit de familie van de Acanthogammaridae. De wetenschappelijke naam van de soort is voor het eerst geldig gepubliceerd in 1945 door Bazikalova.